# Museo Archeologico Regionale Paolo Orsi

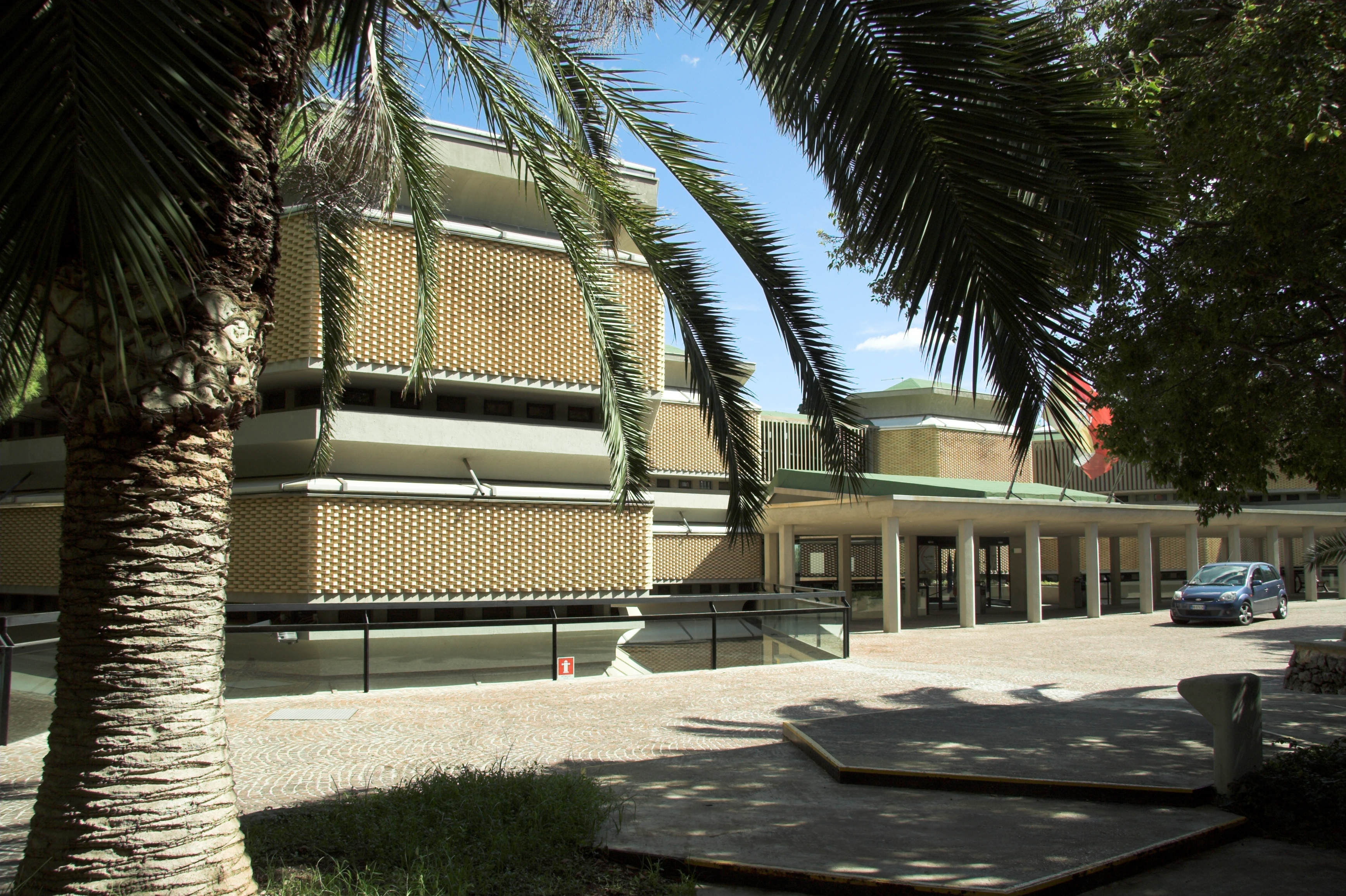
Museo Archeologico Regionale Paolo Orsi, Eingangsbereich

Das Museo Archeologico Regionale Paolo Orsi in Syrakus ist eines der umfangreichsten archäologischen Museen Europas. Die Sammlung enthält 18.000 Exponate aus dem Ostteil Siziliens von der Vor- und Frühgeschichte der Insel bis zur frühchristlichen Zeit.

## Geschichte

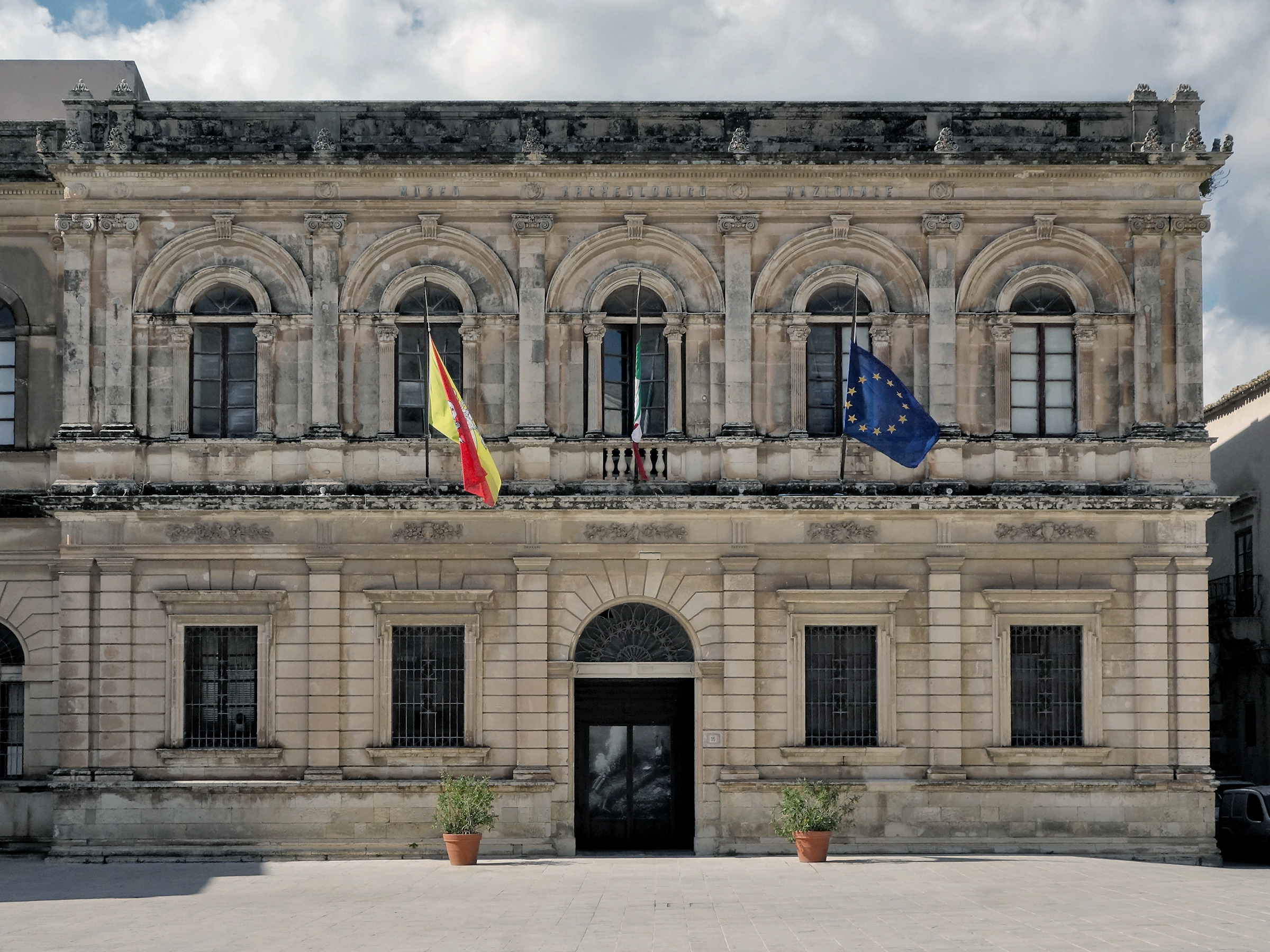
Das alte Museo Archeologico Nazionale an der Piazza Duomo

Bereits 1811 hatte der Archäologe  Saverio Landolina mit Unterstützung des Syrakuser Bischofs Filippo Maria Trigona ein erstes Museum im Seminar des erzbischöflichen Palastes an der Piazza Duomo initiiert, welches eine dort schon seit 1780 bestehende ältere Sammlung erweiterte. Nach der Entdeckung des Sarkophags der Adelphia 1872 in den Katakomben von San Giovanni wuchs das Interesse an einem größeren, von der öffentlichen Hand getragenen Museum. Die Diskussionen führten schließlich 1876 zur Gründung des Regio Museo Archeologico Nazionale (dt. Königliches Nationalmuseum für Archäologie), welches 1886 im umgebauten Gebäude der ehemaligen Kirche San Giovanni di Dio, ebenfalls am Domplatz gelegen, eröffnet werden konnte. Der Archäologe Paolo Orsi war bereits seit 1888 im Museum als Inspektor tätig, bevor er von 1895 bis 1934 dessen Leitung als Direktor übernahm und das Museum zu einer international bedeutenden und wissenschaftlich ausgerichteten Institution prägte.
Auf Paolo Orsini folgte 1942 Luigi Bernabò Brea als Direktor des Museums, das nach seiner Wiedereröffnung nach Ende des Krieges, in den folgenden Jahren zunehmend unter Platzmangel litt: Abteilungen wie die Laboratorien und das Depot mussten in andere Gebäude ausgelagert werden, die Zunahme der Bestände und Bernabò Breas Neukonzeption einer systematischen und vergleichenden Sammlungspräsentation sowie die Neuausrichtung als Publikumsmuseum erforderten weitere Flächen. Überlegungen zur Erweiterung des Museums an der Piazza Duomo, etwa im Palazzo Beneventano del Bosco, wurden daher zugunsten eines Neubaus aufgegeben, der den Anforderungen besser Rechnung tragen konnte. 1967 wurde der Architekt Franco Minissi mit der Planung eines Neubaus im Park der Villa Landolina in der Nähe des Parco Archeologico della Neapolis beauftragt. 1988 konnte das neue Museum schließlich am heutigen Standort eröffnet werden. Es erhielt zu Ehren Paolo Orsis dessen Namen.

## Das Museumsgebäude
Bei den Planungen des neuen Museums wurde großer Wert auf die Flexibilität des neuen Gebäudes gelegt, welches einerseits den Erwartungen der Besucher an eine konzentrierte und an herausragenden Exponaten orientierten Ausstellung entsprechen, andererseits aber in den Abteilungen auch Platz für vergleichende Präsentationen zahlreicher Objekte im Sinne einer Studiensammlung bieten sollte. Zudem sollte es flexibel auf die zukünftige Entwicklung der Bestände, der archäologischen Forschung sowie der musealen Präsentationsformen reagieren können.

Ausstellungsraum im Sektor B. Das Dreiecksraster des Grundrisses ist an der Decke und der Vitrine gut ablesbar.

Der Architekt Franco Minissi entwickelte das neue Museum mit einer Gesamtfläche von 12.000 m² auf drei Stockwerken (inklusive Untergeschoss) um ein Auditorium herum. Es bildet das didaktische Zentrum, um das sich die verschiedenen Abteilungen gruppieren. Minissi wählte für die Sammlungsräume einen freien Grundriss ohne festgelegte Raumgrenzen auf der Basis eines strengen Rasters aus gleichseitigen Dreiecken, der die geforderte Flexibilität bei der Gestaltung der Ausstellung ermöglicht. Das Raster ist in vielerlei Hinsicht im Gebäude ablesbar: so ist der Gesamtgrundriss in ein Dreieck eingeschrieben, im Innenraum ist das Raster in der Konstruktion der Decken direkt sichtbar. Es zieht sich selbst bis in die Details der Ausstattung, so sind teilweise auch die Vitrinen und Podeste für die Exponate aus dreieckigen Elementen zusammengesetzt. Die Ausstellungsräume werden teils durch Oberlichter, teils durch Fenster zu den Innenhöfen belichtet.
Das Auditorium ist eine runde freistehende Halle im Zentrum der Anlage, in der Vorträge und Tonbildschauen stattfinden. Vom Umgang um die Halle aus gelangt man in die verschiedenen Abteilungen des Museums, die hier Sektoren genannt werden. In den Kellerräumen befinden sich Labors und das Depot des Museums sowie die Münzsammlung. Die Gesamtfläche der Ausstellungsräume beträgt 9.000 m².

## Sammlung

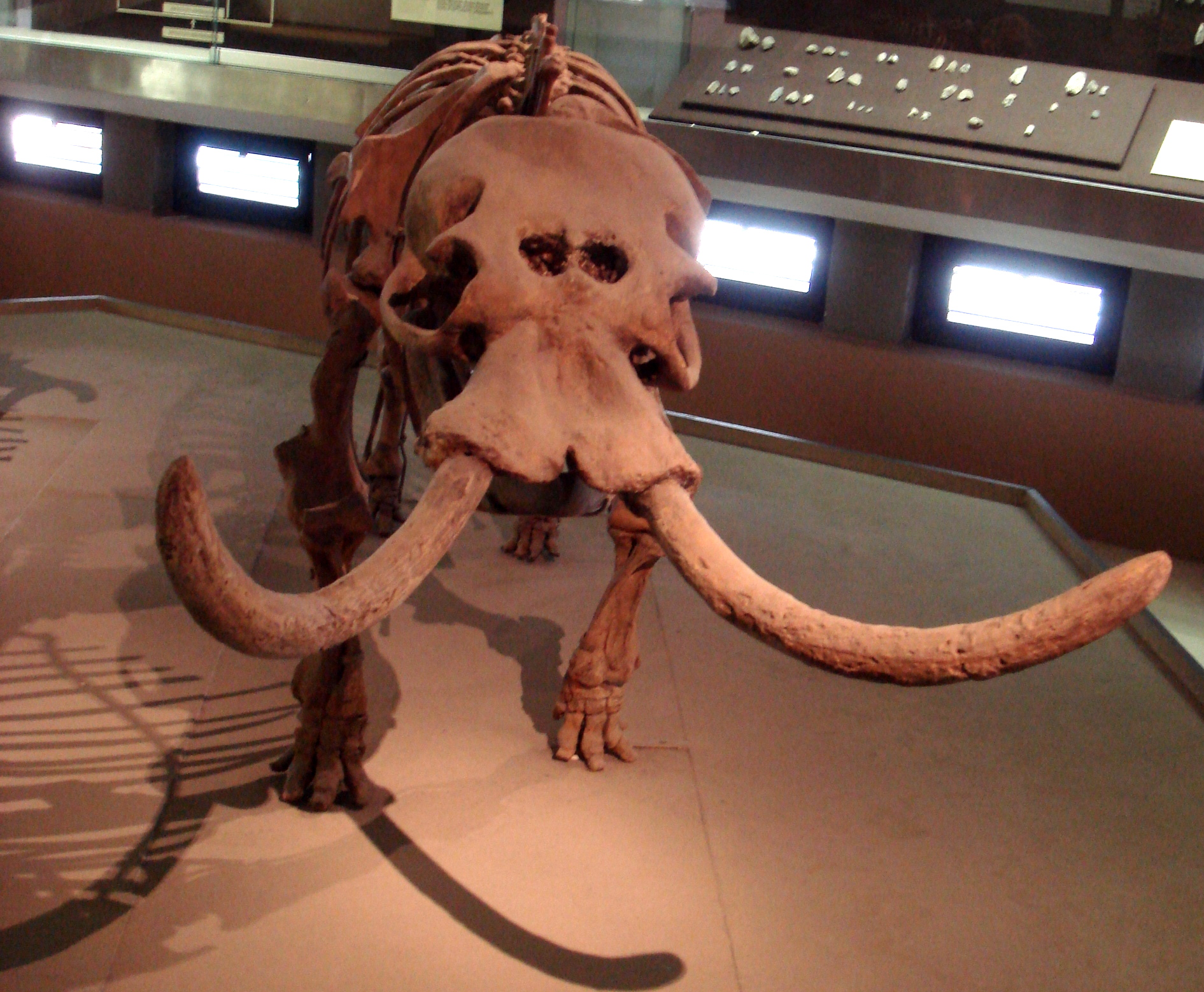
Skelett eines Sizilianischen Zwergelefanten

Die Sammlung gliedert sich der Konzeption Bernabò Breas entsprechend in sechs chronologische Bereiche von der Vorgeschichte bis zum Byzantinischen Reich. Zunächst wurden aber nur drei Sektoren A bis C im Erdgeschoss umgesetzt, die diese geplante Gliederung noch nicht exakt abbildeten. Im Obergeschoss wurde 2006 der Sektor D eröffnet, 2014 folgte mit der Rotunda der Adelphia der erste Teil des Sektors F.
Das Münzkabinett wurde als letzter Sammlungsbestandteil 2010 von der Piazza Duomo an den neuen Standort umgezogen und fand seine neue Heimat in einem Tresorraum im Untergeschoss.

### Sektor A: Vorgeschichte
Hier werden Geologie und Paläontologie Siziliens veranschaulicht und Exponate aus der Altsteinzeit, der Jungsteinzeit und der Bronzezeit gezeigt. Besonders nennenswert sind eine Sammlung leuchtend roter Vasen aus der Nekropolis von Pantalica und Bronzewaffen aus der Nekropole bei Caltagirone.

### Sektor B: Syrakus in archaischer und klassischer Zeit
Die Abteilung widmet sich in erster Linie der griechischen Kolonisation Siziliens ab dem 8. Jahrhundert v. Chr. Zahlreiche Fundstücke stammen aus Syrakus und Megara Hyblaea, des Weiteren aus Naxos, Katane, Leontinoi und Zankle. 
Zu den herausragenden Exponaten zählen die Grabbeigaben der Nekropolen von Syrakus, Terrakottagegenstände aus dem Apollotempel in Syrakus und zwei Statuen. Die Kalksteinfigur einer Muttergöttin, die ihre Zwillinge säugt, stammt aus dem 6. Jahrhundert v. Chr. und wurde bei Megara Hyblaea entdeckt.

### Sektor C: Die Kolonien von Syrakus
Ausgestellt werden hier Fundstücke aus Agrigent, aus Gela und aus den griechischen Kolonien, die unter der Herrschaft von Syrakus auf Sizilien gegründet wurden. Besonders erwähnenswert sind eine große Sammlung an Keramikgefäßen und Reliefplatten aus Francavilla di Sicilia, die die Verehrung der Fruchtbarkeitsgöttin Demeter darstellen.

### Sektor D: Hellenismus und Römisches Reich

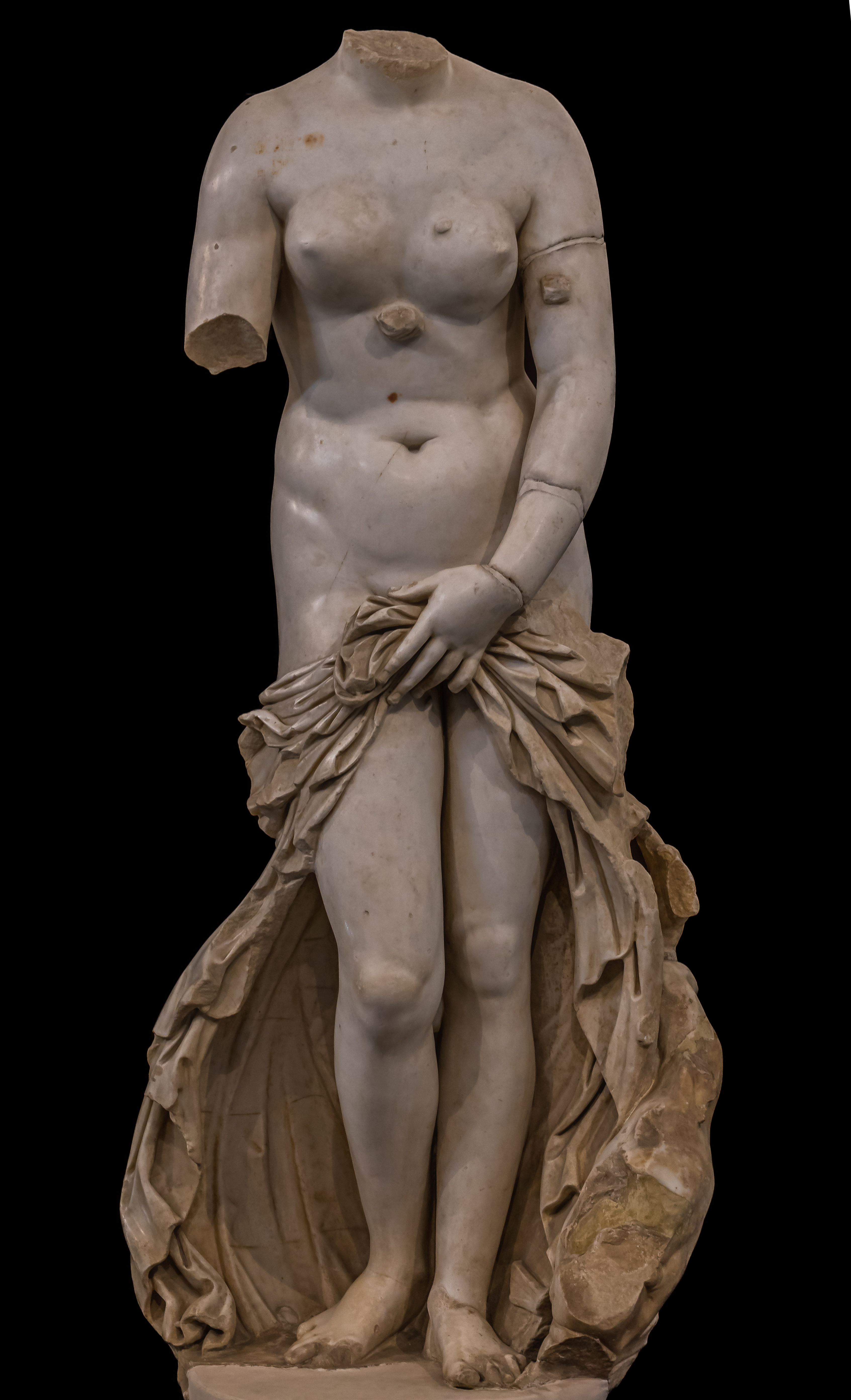
Venus Landolina

Der vierte Sektor D im Obergeschoss des Museums kam 2006 neu hinzu und präsentiert Kunstwerke der hellenistisch-römischen Zeit. Zentrales Ausstellungsstück ist die Marmorstatue der Venus Landolina, eine römische Kopie nach einer hellenistischen Venus pudica aus der ersten Hälfte des ersten vorchristlichen Jahrhunderts. Benannt wurde sie nach dem Archäologen Saverio Landolina, der die Figur 1804 in einem kleinen Tempel in Syrakus entdeckte.

### Sektor F: Frühchristliche und Byzantinische Zeit
In der 2014 eingeweihten Rotunda der Adelphia wird mit dem Sarkophag der Adelphia aus dem vierten Jahrhundert das bedeutendste Exponat des Sektors F präsentiert, der der frühchristlichen Kunst gewidmet ist. Die Rotunda thematisiert den Fundort des Sarkophages in den Katakomben von St. Giovanni in Syrakus. 

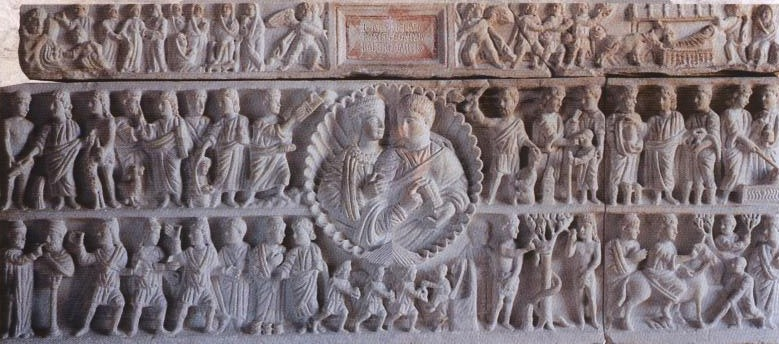
Sarkophag der Adelphia

2018 wurde der Aufbau des Sektors F abgeschlossen, er zeigt nun eine Vielzahl von Funden und architektonischen Elementen aus den Hypogäen und christlichen Grablegen in den Katakomben von Syrakus und Umgebung.